# Husytyzm

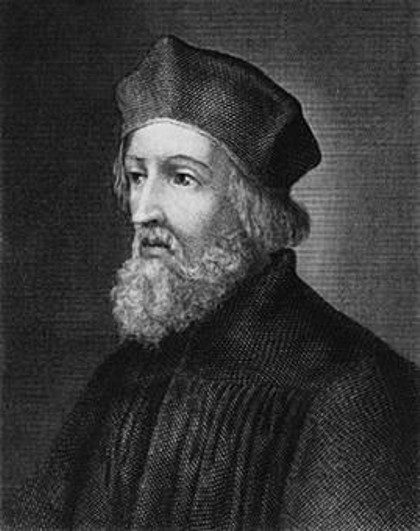
Jan Hus – duchowy ojciec husytyzmu

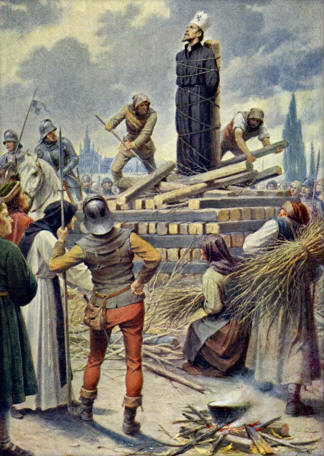
Obraz przedstawiający spalenie Jana Husa

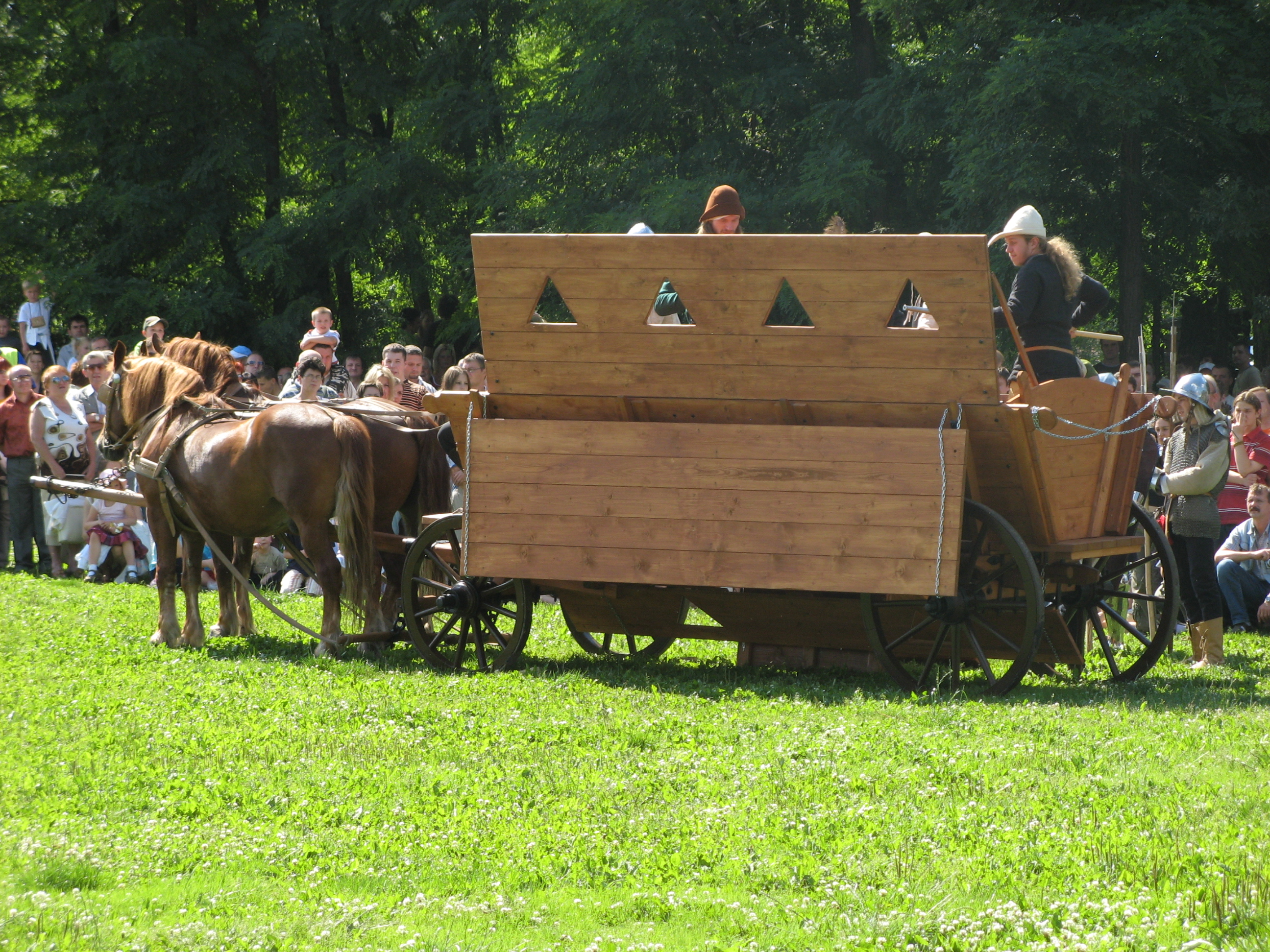
Replika husyckiego wozu bojowego.

Husytyzm – ruch religijny i polityczny zapoczątkowany przez Jana Husa, którego zwolennicy w 1417 ogłosili Cztery artykuły praskie w których domagali się m.in. sekularyzacji dóbr kościelnych i komunii pod dwiema postaciami.

## Historia
Husytyzm początkowo miał znaczenie religijne i był próbą zwrócenia uwagi na potrzebę reformy Kościoła rzymskokatolickiego w Europie. Po 1415 roku, gdy stany czeskie wyraziły publicznie swój protest wobec spalenia na stosie Jana Husa podczas soboru w Konstancji, przybrał formę ruchu politycznego, stał się powodem rewolty w Czechach, a następnie obronnych wojen husyckich, wymierzonych przeciwko dążeniom katolików, wspieranych przez papieża i cesarza Zygmunta z dynastii Luksemburgów, które miały położyć kres działalności husytów. Dążenia te doprowadziły do zorganizowania pięciu krucjat przeciwko husyckim Czechom. Wszystkie zakończyły się całkowitą klęską krzyżowców (ostatnia koło Domažlic prawie bez walk).
W latach 1417–1434, kiedy to Czechy i część Moraw opanowane były przez husytyzm, ruch ten podzielił się na kilka frakcji, z których główną rolę odgrywały dwa odłamy konkurujące ze sobą, jednak wspólnie walczące przeciwko krucjatom. Pierwszy odłam, tzw. taboryci, z ośrodkiem w Taborze, skupiający głównie biedotę wiejską i miejską, dążący do wprowadzenia przemian społecznych oraz drugi, bardziej umiarkowany, tzw. kalikstyni, z ośrodkiem w Pradze, skupiający wyższe warstwy społeczne.
Ruch obejmował swoim zasięgiem głównie Czechy. Próbowano go jednak zaszczepić w innych Krajach Korony Świętego Wacława oraz w Niemczech i w Królestwie Polskim. Czescy aktywiści podejmowali akcje misyjne w ościennych krajach Europy. Teolodzy husyccy brali udział w Soborze w Konstancji, który m.in. skazał na spalenie żywcem Jana Husa, a po klęskach krucjat także w Bazylei. Nierzadko zdarzało się, że zagraniczni księża i biskupi przyjeżdżali do Czech, aby zasilać ograniczone brakiem osób wyświęconych, szeregi duchowieństwa husyckiego.
W 1434 roku nauki głoszone przez umiarkowanych husytów uzyskały akceptację ze strony soboru powszechnego w Bazylei. W wyniku podpisania kompaktatów praskich na terenie Królestwa Czech został utworzony Kościół utrakwistyczny, który istniał do 1627 roku.
Współcześnie husytyzm w swojej pierwotnej postaci nie istnieje, jednak jego idee przetrwały habsburską rekatolizację Czech i odwołują się do jego tradycji niektóre Kościoły ewangelickie na świecie, zwłaszcza bracia morawscy i Ewangelicki Kościół Czeskobraterski. Akces do spuścizny po ruchu husytów zgłasza również powstały w XX wieku modernistyczny Czechosłowacki Kościół Husycki.

### Doktryna
Doktryna husytyzmu nigdy nie była całkiem jednolita, w szeregach husytów istniały różne poglądy na organizację Kościoła oraz na kwestie teologiczne. Jednak ich wspólną cechą były postulaty zawarte w czterech artykułach praskich, które wszystkie grupy husyckie starały się na swój sposób realizować. Część z tych artykułów (poza komunią pod obiema postaciami – chleba i wina – oraz sekularyzacją dóbr kościelnych) obecnie jest faktycznie przyjęta i zrealizowana także przez kościół rzymskokatolicki.

### Organizacja wojsk husyckich

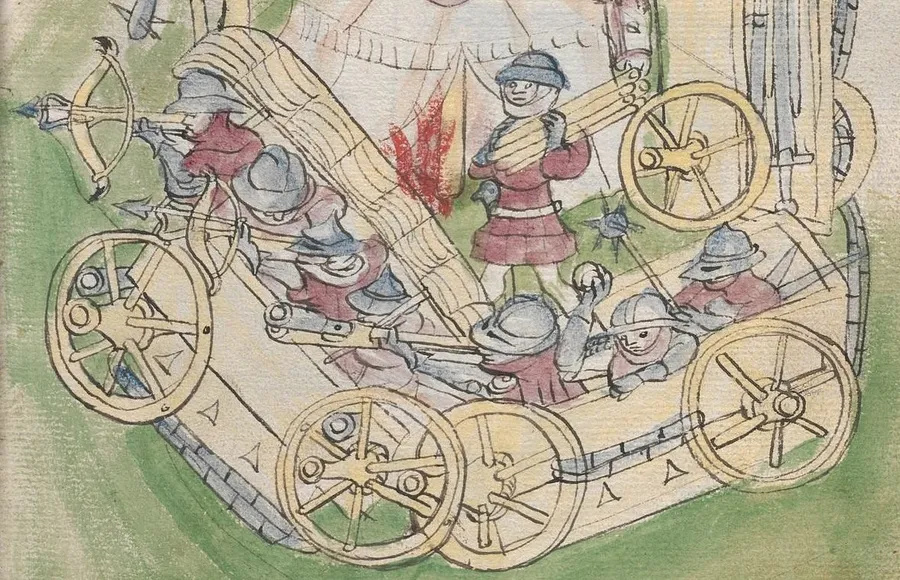
Husyci w walce. Na ilustracji widoczni strzelcy z kuszami i rusznicami oraz wozy bojowe.

Wojska husyckie były trudnym do pokonania przeciwnikiem, oprócz tego, że husyci posiadali zdolnych dowódców, stosowali nowatorską taktykę walki w oparciu o tabor. Byli zdyscyplinowani, bitni, o wysokim morale motywowanym ideologicznie.
Podstawową jednostką wojsk husyckich był wóz bojowy, którego załogę stanowiło od 18 do 21 ludzi, wśród których byli strzelcy z rusznicami i z kuszami, cepnicy, sulicznicy, pawężnicy i dwóch woźniców. 10 wozów bojowych tworzyło jednostkę organizacyjno-taktyczną pod dowództwem dziesiętnika. W czasie bitew jednostki łączyły się w hufce dowodzone przez setników. W skład wojsk husyckich wchodziły też piechota, konnica, artyleria i oddziały pomocnicze wykorzystywane do budowy dróg i mostów. Stosunek sił w czasie bitew był zazwyczaj niekorzystny dla husytów, którzy walczyli najczęściej z przeciwnikiem dwukrotnie a nawet trzykrotnie liczniejszym. Pomimo tego armia husycka odniosła wiele zwycięstw.

### Odłamy husytyzmu
- Ruch radykalny
  - bracia czescy
  - adamici
  - orebici
  - pikardowie
  - sierotki
  - taboryci

- Ruch umiarkowany
  - neoutrakwiści
  - utrakwiści
  - prażanie